# Rosellinia caudata
Rosellinia caudata är en svampart som beskrevs av Petch 1926. Rosellinia caudata ingår i släktet Rosellinia och familjen kolkärnsvampar.   Inga underarter finns listade i Catalogue of Life.